# Rhipidure de Ponapé
Rhipidura kubaryi
Espèce
Statut de conservation UICN

 LC  : Préoccupation mineure
Le Rhipidure de Ponapé (Rhipidura kubaryi) est une espèce d'oiseaux de la famille des Rhipiduridae. Il est endémique de l'île Pohnpei aux États fédérés de Micronésie, où il est appelé Likespir. Son nom scientifique est un hommage au naturaliste polonais John Stanislaw Kubary (en).

## Description
C'est un petit oiseau d'environ 15 cm avec une longue queue en forme d'éventail qu'il agite souvent. Son plumage est majoritairement gris-sombre, avec un sourcil, une moustache et la pointe de la queue blancs. Son ventre est blanc et sa poitrine est noire avec la pointe des plumes blanche, ce qui lui donne un aspect écaillé.
Il se nourrit d'insectes qu'il trouve dans les feuillages ou qu'il chasse dans les airs. Il est très proche du Rhipidure roux mais il est plus sombre et possède un chant et un comportement alimentaire différents. Certains auteurs le considèrent comme une sous-espèce du Rhipidure roux.

## Répartition et habitat
Cet oiseau est endémique des États fédérés de Micronésie. Il est commun dans les forêts et aux lisières de bois.

## Systématique
Le nom valide complet (avec auteur) de ce taxon est Rhipidura kubaryi Finsch, 1876,.
Ce taxon porte en français le nom vernaculaire ou normalisé suivant : Rhipidure de Ponapé.

## Publication originale
- (en) Otto Finsch, « Characters of six new Polynesian Birds in the Museum Godeffroy at Hamburg », Proceedings of the Zoological Society of London, Londres, ZSL, vol. 1875,‎ 1875, p. 642-644 (ISSN 0370-2774, OCLC 1779524, BNF 32843178, lire en ligne).